# Sveti Martin (otok)
Sveti Martin (fra. Saint-Martin, niz. Sint Maarten) je karipski otok koji je upravno podijeljen između Francuske i Nizozemske.

## Politička podjela i uprava
Otok je od 1648. godine politički podijeljen između Francuske i Nizozemske. Sveti Martin danas je jedino mjesto na kojem Francuska i Nizozemska dijele granicu. Od sveukupne površine otoka koja iznosi 87 km², otprilike 60% pripada Francuskoj koja drži sjeverni dio otoka i okolne otočiće (53 km²) a 40% (34 km²) Nizozemskoj. Na nizozemskom dijelu otoka živi 38.927 stanovnika, dok na francuskom 35.925 stanovnika.
- Sjeverni dio otoka čini Zajednica Sveti Martin (francuski: Collectivité de Sain-Martin) koji je do 15. srpnja 2007. godine bio sastavni dio prekomorskog departmana Gvadalupe. Glavni grad ove političke jedinice je Marigot.

- Južni dio otoka službeno se naziva Zemlja Sveti Martin (nizozemski: Land Sint Maarten), te je jedan od četiri ustavne zemlje (uz kontinentalnu Nizozemsku, Arubu i Curaçao) koje tvore Kraljevinu Nizozemsku. Do 10. listopada 2010. godine ovaj dio otoka bio je otočni teritorij (eilandgebied) Nizozemskih Antila. Glavni grad Sint Maartena je Philipsburg.

## Povijest
Prvi tragovi ljudske prisutnosti stari su otprilike 3500 godina, te vjerojatno pripadaju Ciboney Indijancima. Oko 800. godine otok naseljavaju Taíno Indijanci. Ovaj narod je ovdje živio u poljoprivredno-ribarskoj zajednici koja je cijenila umjetnost i duhovnost. Indijanci Karibi dolaze na otok te ubijaju i porobljavaju bivše stanovnike Svetog Martina. U vrijeme dolaske europskih istraživača Karibi su u potpunosti zamijenili ranije stanovništvo otoka.
Za vrijeme svog drugog putovanja 1493. godine Kristofor Kolumbo otkriva otoka i daje mu ime Isla de San Martín po Svetom Martinu iz Toursa, zato što je otok otkriven 11. studenoga, tj. na Martinje. Iako je otok proglašen španjolskim vlasništvom, Kolumbo nikad nije pristao na otok, a njegovo naseljavanje predstavljalo je malu važnost Španjolskoj. Otok je bio privlačniji Francuzima, koji su željeli kolonizirati sve otoke između Trinidada i Bermuda, te Nizozemcima kojima je otok bio na pola puta između njihovih kolonija u Novoj Nizozemskoj i Brazila. Budući da je mali broj ljudi nastanjivao ovaj otok, Nizozemci su relativno lagano podigli naselje 1631., te utvrdu Amsterdam kao zaštitu od napadača. Prvi nizozemski guverner postao je Jan Claeszen Van Campen, a Nizozemska istočnoindijska kompanija pokrenula je vađenje soli. Na otok su došli i Francuzi i Britanci, a ubrzo i Španjolci koji su zbog želje za kontrolom nad trgovinom soli sada pokazali interes za otok. Osamdesetogodišnji rat između Španjolske i Nizozemske također je bio jedan od razloga za napad.
Godine 1633. godine Španjolci oduzimaju Nizozemcima otok, te protjerivaju koloniste. Na Point Blanche osnivaju vlastitu utvrdu. Iako su Nizozemci u nekoliko navrata pokušali vratiti otok, svi napadi bili su neuspješni. Petnaest godina nakon što je Španjolska osvojila otok završio je rat. Budući da je nestala potreba za karipskom bazom, a i sam otok nije donosio dobit, 1648. godine Španjolci prestaju braniti te napuštaju otok.
Nakon što je otok postao ponovno slobodan, Nizozemci i Francuzi ponovno žele ovdje pokrenuti svoja naselja. Nizozemski kolonijalisti došli su sa Svetog Eustazija, dok su francuski došli sa Svetog Kristofora. Iako je u početku postojao sukob između ove dvije skupine, obje strane su shvatile da njihovi protivnici neće lako odustati od svojih namjera. Kako bi spriječili rat, 1648. godine dvije zemlje potpisuju Concordijski sporazum kojim je otok podijeljen na dva dijela. Francuska strana dobila je veći dio teritorija zbog prijetnje mornaricom.
Unatoč sporazumu, odnosi između dvije strane otoka nisu uvijek bile prijateljske. Između 1648. i 1816. godine zbog sukoba je šesnaest puta došlo do promjene granice. Na kraju su Francuzi dobili ipak osjetno veći dio otoka. Iako su Španjolci prvi počeli s dovođenjem robova, njihov broj je bio mali. Zbog masovnijeg uzgoja pamuka, duhana i šećerne trske na plantaže je doveden veliki broj robova koji su premašili broj zemljovlasnika. Zbog okrutnog tretmana robovi su organizirali pobune, te se njihova brojčana snaga nije više mogla zanemarivati. Na svojoj strani Francuzi su ukinuli ropstvo 12. srpnja 1848. godine, dok su Nizozemci to učinili petnaest godina kasnije.
Nakon ukidanja ropstva plantaže su počele propadati, a gospodarstvo otoka bilo je u problemima. Važan ekonomski oporavak dogodio se 1939. godine kada je Sveti Martin proglašen neporeznom zonom. Nizozemci su se već 1950-ih počeli orijentirati na turizam, dok su Francuzi počeli s razvojem te aktivnosti tek dvadesetak godina kasnije. Turizam je trenutno pokretačka aktivnost gospodarstva otoka.
Dana 5. rujna 1995. godine, uragan Luis nanio je otoku veliku štetu, 35 godina nakon velikog uragana Donna.

## Zemljopis
Najbliži susjedni otoci su Angvila (UK) i Sveti Bartolomej (Francuska) koji se nalaze na istom podmorskom platou čija je prosječna visina -40 m. Iako vidljivi s otoka, Saba (Nizozemska), Sveti Eustazije (Nizozemska), Sveti Kristofor (neovisna država Sveti Kristofor i Nevis) nešto su udaljeniji od ova dva otoka.
Obalu sv. Martina karakteriziraju brojne uvale u kojima postoji mnoštvo pješčanih plaža s bijelim pijeskom, kao i nekoliko šljunčanih plaža. Ostatak obale čine kamene stijene visoke do 40 m.  Karakteristika sv. Martina su i brojna jezera bočate vode koja nestaje na dnu zaljeva, prolaskom kroz obalni pijesak. Najviši vrh otoka je Pic Paradis (424 m) koji se nalazi na francuskoj strani. Na otoku nema rijeka.
Oko Svetog Martina nalazi se više manjih otoka od kojih je turistički najznačajniji otočić Pinel. Nenaseljeni otok Tintamarre nalazi se tri kilometra od obale.

### Klima
Na otoku vlada oceanska klima, s izmjenjivim suhim (od prosinca do svibnja) i vlažnim (od lipnja do studenog) razdobljima. Obilne padaline i cikloni vrlo su mogući u vlažnom razdoblju. Temperature godišnje variraju od 17°C do 35°C, dok je prosječna temperatura 27°C. Temperatura mora godišnje se radikalno ne mijenja, a varira između 25°C i 28°C.

### Flora
Kao posljedica europske kolonizacije izvorna vegetacija je dobrim dijelom uništena ljudskim aktivnostima, kao što je poljoprivreda, stvaranje pašnjaka metodom posijeci-i-spali, te upotrebom stabala za gradnju ili za gorivo. Vegetaciju izvan urbanih središta čine manje šume i raslinje, suhe akacije i ostatak savana. Vrste drveća koje se ovdje mogu naći su: Dacryodes excelsa, Bursera simaruba, mahagonij, Lignum vitae, te Coccoloba uvifera.

### Fauna
Od životinjskog svijeta na otoku prebiva samo mali broj divljih sisavaca, kao što su šišmiši (pet vrsta), rakuni, mungosi, te štakori i miševi. Od gmazova ovdje se mogu naći kornjače, gušteri, gekoni, iguane, te dvije vrste malih zmija. Od vodozemnih vrsta tu su dvije vrste žaba. 
Razni člankonošci najbrojnija i najraznovrsnija su ovdje skupina. Najvidljiviji su leptiri, a stanovnicima najviše problema zadaju komarci (četiri vrste od kojih Aedes aegypti prenosi denga groznicu i malariju) i žohari. Ose također mogu predstavljati opasnost. Pauci i gusjenice također žive na otoku.

## Gospodarstvo i turizam
U prošlosti su nositelji gospodarstva na Svetom Martinu bili uzgoj i proizvodnja duhana, indigonosnih biljaka (za dobivanje indigo boje), šećerne trske, pamuka, soli, kao i stočarstvo. Od 1960-ih pa do dandanas glavna ekonomska aktivnost na otoku je turizam, koji se često spaja s neporeznim shoppingom.
Nizozemska strana otoka poznata je po bogatom noćnom životu, plažama, prodaji nakita, egzotičnim pićima na bazi ruma, te kockarnicama. Posebnost francuske strane su nudističke plaže, odjeća, shopping, kao i bogata kuhinja.
Shopping tj. kupovina jedan je od glavnih razloga zašto se turisti odlučuju na posjet ovom karipskom otoku. Na Svetom Martinu postoji mnoštvo prodavaonica, a na kupnju proizvoda se ne naplaćuje porez. Popularni proizvodi su lokalne umjetnine i suveniri, egzotična hrana, nakit, alkoholna pića, duhanski proizvodi, proizvodi od kože, te dizajnerska roba. Dizajnerska odjeća i obuća prodaje se sa znatnim popustima, te je cijene mogu biti i upola manje nego što su u SAD-u.
Službeno sredstvo plaćanja na u Saint-Martinu je euro, dok Sint Maarten još koristi nizozemskoantilski gulden koji je vezan za američki dolar. Kao posljedica raspada Nizozemskih Antila, nizozemskoantilski gulden bit će zamijenjen novim karipskim guldenom 2013. godine. Skoro sve trgovine na otoku prihvaćaju plaćanje u američkim dolarima.

## Promet
Ni jedna od upravnih jedinica na koje je ovaj otok podijeljen ne nalazi se u schengenskoj zoni. Granična kontrola vrši se dolaskom na otok, ali su kontrole između dviju strana otoka rijetke. Od 2007. godine na snazi je francusko-nizozemski sporazum o graničnoj kontroli na Svetom Martinu, kojim se poboljšava granična kontrola u zračnim lukama na ovom otoku.
Na otoku se nalaze dvije zračne luke. Međunarodna zračna luka Princeza Julijana nalazi se na nizozemskoj strani otoka i služi kao glavna zračna luka otoka koja može zaprimiti i velike zrakoplove kao što su Boeing 747, Airbus A340, i McDonnell Douglas MD-11. Ova zračna luka poznata je i posebna po vrlo kratkoj pisti i položaju između plaže i brda. Zbog fascinantnog slijetanja, turisti često fotografiraju dolazak velikih zrakoplova koji za samo nekoliko metara prelijeću kupače na plaži Maho.
Na francuskoj strani otoka nalazi se zračna luka L'Espérance u mjestu Grand Case. Ova zračna luka služi za manje zrakoplove koji povezuju otok s ostalim karipskim otocima. Na ovoj luci promet je često otežan za vrijeme sezone uragana.
Glavni način prijevoza za turiste na otoku su unajmljeni automobili. U slučaju vožnje izvan glavnih otočnih cesta, kao što su skrivene plaže, preporučuje se upotreba automobila s pogonom na četiri kotača. Danas je cestovni promet na Svetom Martinu postao veliki problem, te su zastoji kod Marigota, Philipsburga i zračne luke vrlo česti.

## Kultura
Kultura otoka Sveti Martin spoj je afričke, francuske, britanske i nizozemske kulture. Iako je ovaj otok podijeljen između dvije zemlje, te je svaki dio pod izravnim utjecajem matične države, cijeli otok dijeli zajedničku kulturu i tradiciju. Britanski doseljenici ostavili su svoj jezik kao glavno sredstvo komuniciranja na ovom otoku. Od španjolskog razdoblja ostalo je vrlo malo utjecaja te zemlje.
Cijeli otok poznat je po izvrsnoj kuhinji koja je spoj kreolske, francuske i karipske kuhinje. Zbog kuhara usavršenih u Europi, lokalni restorani su na vrlo visokoj razini kvalitete.
Glazba na Svetom Martinu slična je popularnoj glazbi koja se sluša diljem Kariba. Popularni glazbeni oblici su calypso, merengue, soca, zouk i reggae. Himna otoka je O Sweet Saint Martin's Land.
U ožujku se održava godišnja jahtarska utrka zvana Sint Maarten Heineken Regatta.

### Religija
Na francuskom dijelu otoka najveći dio stanovništva čine rimokatolici. Na nizozemskoj strani najviše ima protestanata, pogotovo metodista. Na Svetom Martinu živi i manja židovska zajednica, kao i određeni broj pripadnika adventističke crkve.

### Jezik
Najdominantniji jezik na otoku je engleski koji je, uz njegovu lokalnu kreolsku inačicu materinski jezik većine lokalnog stanovništva. Uz nizozemski, engleski je i službeni jezik na nizozemskom dijelu otoka, dok je na francuskom dijelu jedini službeni jezik francuski. Uz ove tri jezika, postoji i manja zajednica govornika španjolskog jezika.

## Vanjske poveznice
- Turistički ured Saint-Martina Službena turistička stranica francuske strane otoka (engl.)/(fr.)